# Ewa Farna
Ewa Farna (por. Chrobot), poljsko-češka pevka, igralka in manekenka, * 12. avgust 1993.
Izdala je pet studijskih albumov v poljskem in štirih čeških jezikih ter zanje prejela platinasto in zlato potrdilo, tako na Poljskem kot na Češkem. Farna je najmlajša komercialno uspešna pevka na Češkem. Leta 2013 je bila sodnica češkega in slovaškega SuperStarja, leta 2014 X Factor (Poljska), trenutno pa sodnica v podjetju Idol (Poljska).

## Življenjepis
Farna se je rodila 12. avgusta 1993 v poljski družini s prebivališčem v vasi Vendryně blizu mesta Třinec na Češkem. Obiskovala je poljsko osnovno šolo v Vendryněju, pet let umetniško šolo in poljsko gimnazijo v Češkem Tešinu. Obiskovala je tudi plesno šolo in se naučila igrati klavir. Farna je pozornost prvič pritegnila po zmagi na lokalnih tekmovanjih talentov na Češkem in Poljskem v letih 2004 in 2005. Po odkritju producenta Leška Wronke je leta 2006 izdala svoj prvi album Měls mě vůbec rád. Nagrada ("Razodetje leta") leta 2006 za nacionalno glasbeno anketo Český slavík ("Češki slavček"). Njen drugi album Ticho, ki je na Češkem dosegel drugo mesto, in poljska različica prvega albuma z naslovom Sam na Sam sta izšla leta 2007. Po turneji je koncert DVD Blíž ke hvězdám postal najbolje prodajan glasbeni DVD iz leta 2008 na Češkem. V začetku leta 2009 je bila izdana poljska različica njenega drugega albuma pod imenom Cicho. Leta 2010 je bila Ewa vključena v eno epizodo "Hela w opalach".
Njen naslednji album Virtuální je izšel 26. oktobra 2009, turneja Buď Virtuální v obdobju 2009–2010 pa se je začela 3. novembra 2009 v Brnu in 6. decembra 2009 zaprla v Pragi. Mednarodni del turneje je zajel tudi Poljsko in Slovaško. Leta 2010 je izšel Farnin poljski album "EWAkuacja". Album je prejel številne nagrade, vključno z nagradami "Viva comet 2011" za posamezne in celoten album. Posamezniki iz "EWAkuacja" so "Ewakuacja", "Bez Lez" in kasneje leta 2011 "Nie przegap". Leto 2011 je bilo leto 18. rojstnega dne Eve, zato so bili organizirani rojstnodnevni koncerti, in sicer na Češkem z DVD-jem "18 Live" in na Poljskem z DVD-jem "Live, niezapomniany koncert urodzinowy". Oktobra 2013 se je Farna vrnila s svojim albumom "(W) Inna?" povzročila zmedo. Številni so si naslov napačno predstavljali kot sklicevanje na Farnino prometno nesrečo leta 2012. Leta 2014 je izšel češki singel Ewa "Leporelo", skupaj z glasbenim spotom in skladbo "Lesek" o njenem menedžerju Leseku Wronki

### Prometna nesreča
22. maja 2012 je Ewa Farna z avtom trčila med mesti Třinec in Vendryně. Utrpela je le manjše praske. Po dihalnem testu je vozila pod vplivom alkohola z vsebnostjo alkohola v krvi manj kot 1‰. Prejšnji dan je praznovala maturo in zaspala za volanom. Za to je krivila izčrpanost, ki jo je povzročila enotedenska seja pred izpitom.